# Station Adwick
Adwick is een station van National Rail in Doncaster in Engeland. Het station is eigendom van Network Rail en wordt beheerd door Northern Rail. 

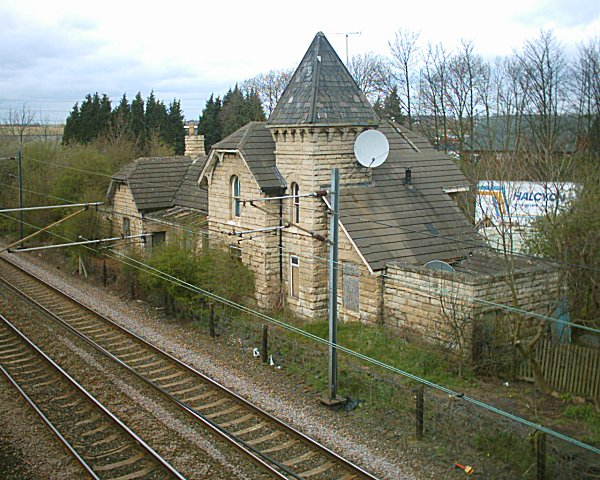
Voormalig stationsgebouw